# Lomatium nudicaule
Lomatium nudicaule es una especie de planta herbácea perteneciente a la familia de las apiáceas. Es nativa de Norteamérica.

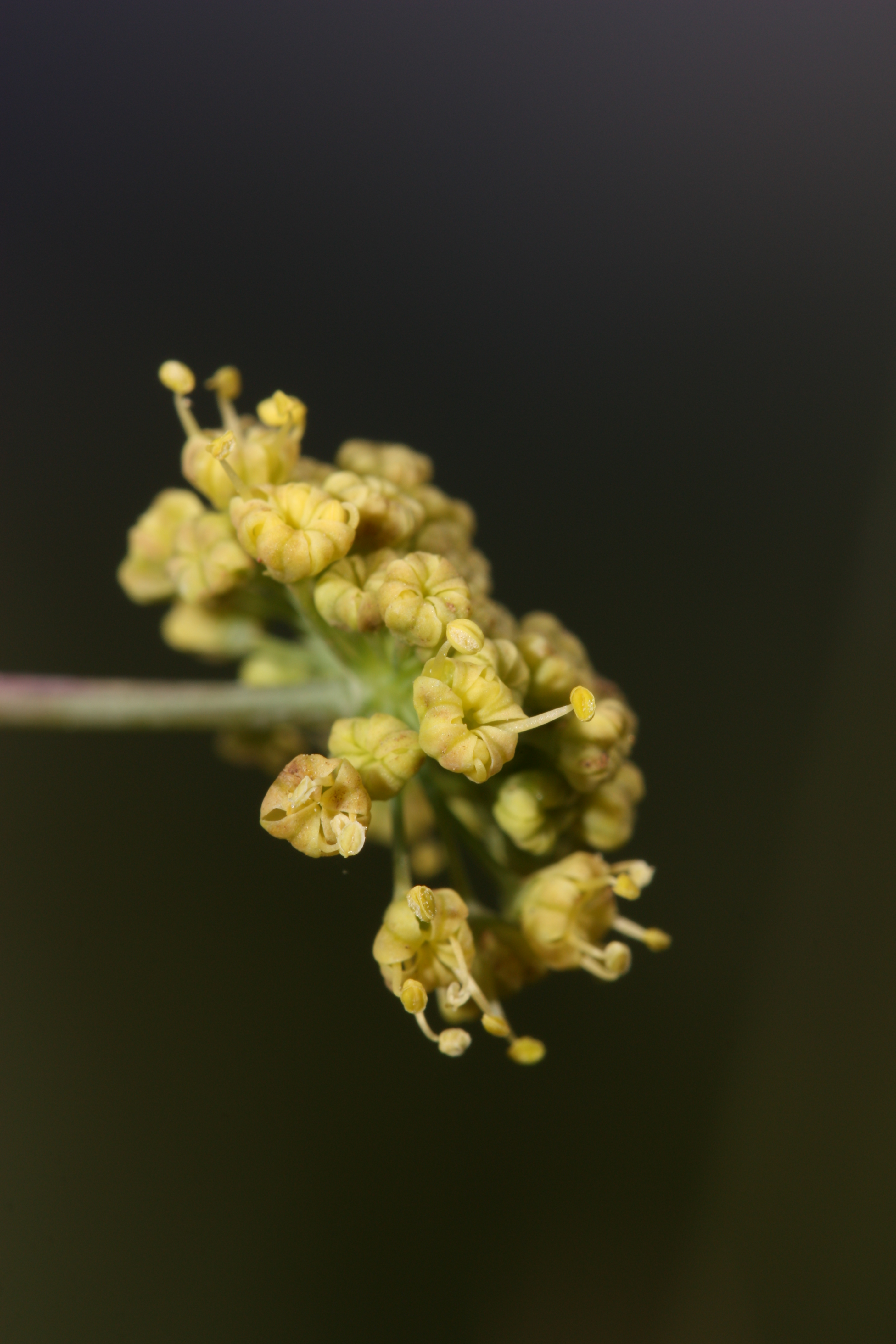
Inflorescencia

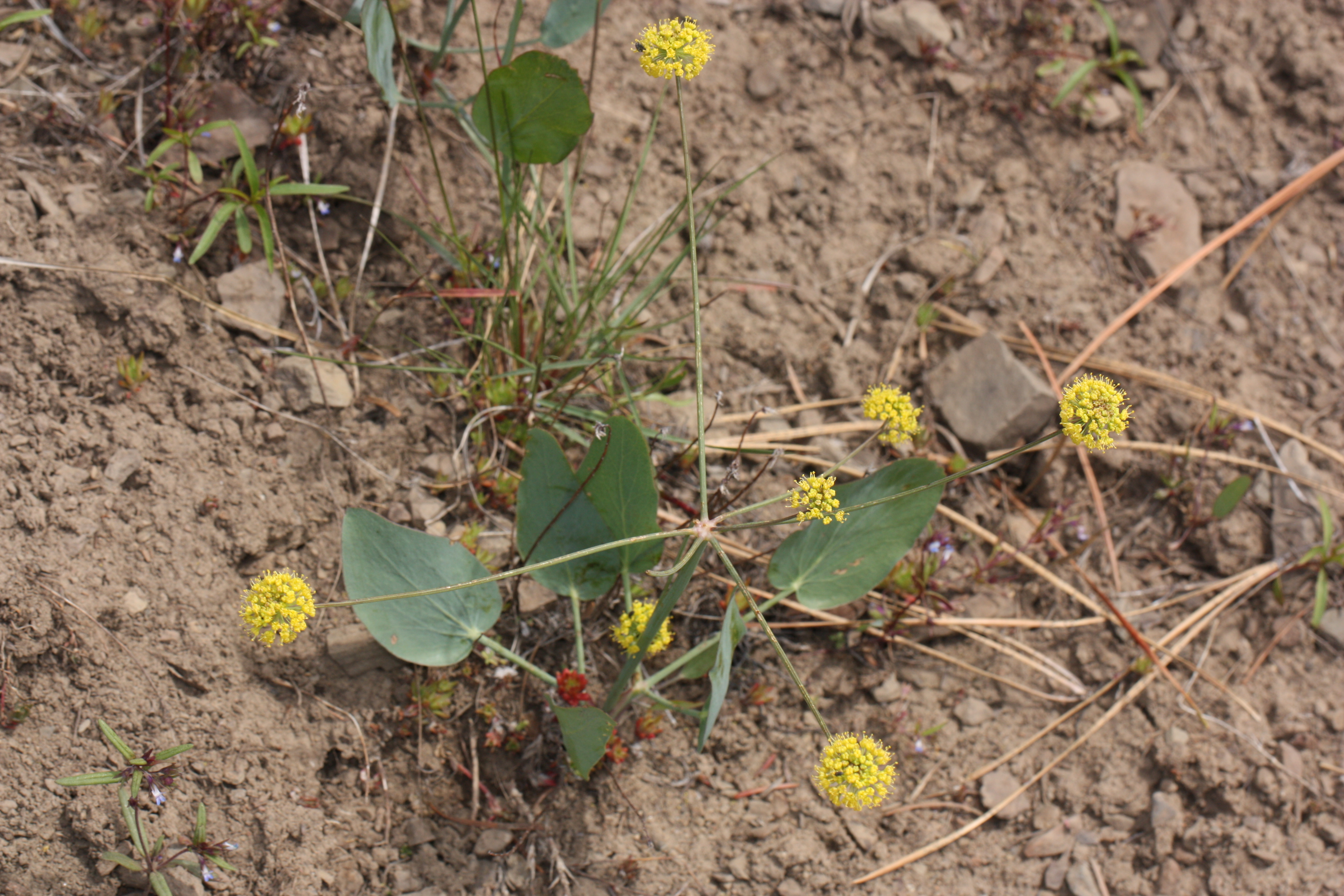
Vista de la planta

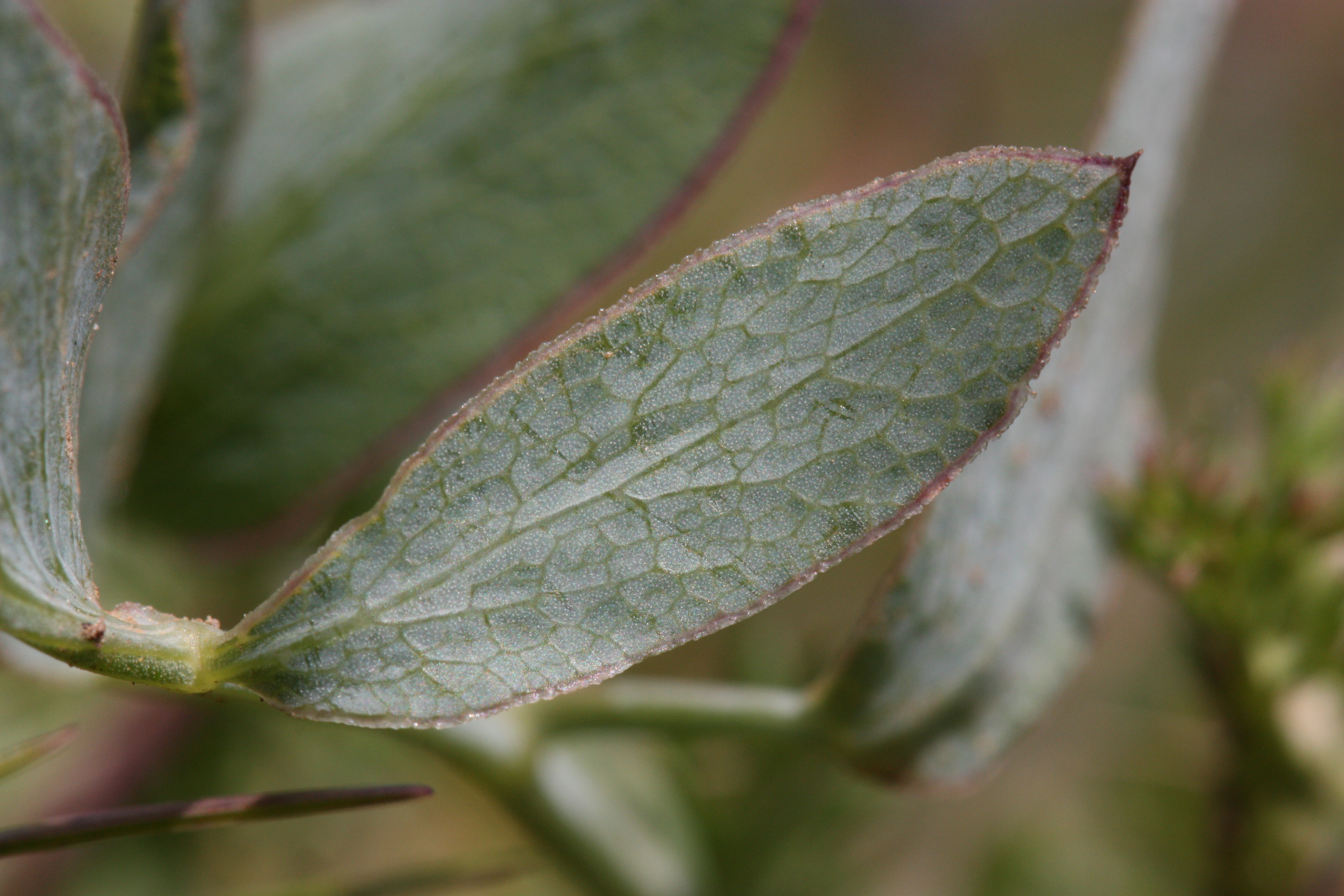
Hojas

## Descripción
Es una hierba perenne que alcanza un tamaño de hasta unos 70 centímetros de altura a partir de una gruesa raíz principal. Por lo general, carece de un tallo, la inflorescencia y las hojas salen de la base de la planta. Las hojas son de color verde opaco, de cera en forma de lanza de hasta 9 centímetros de largo. La inflorescencia es llevado en un robusto pedúnculo ensanchamiento en la parte superior, donde florece en una umbela de flores amarillas o púrpura.

## Distribución y hábitat
Es nativa de Norteamérica occidental desde Columbia Británica a California y Utah, donde se le conoce en diferentes hábitat, incluidos bosques y montes. 

## Usos
Esta planta es una fuente tradicional de alimento para muchos grupos de nativos americanos, y sus partes se utilizan con fines medicinales, incluso como un tratamiento para la tuberculosis. También se ha usado ceremonialmente en asociación con la pesca y el procesamiento del salmón entre los pueblos del suroeste de Columbia Británica y Washington. Por ejemplo, el pueblo Saanich, quemaba las semillas en un fuego o en una estufa cuando secaban el salmón. Entre otros pueblos también, incluyendo los Kwakiutl y Nuu-chah-nulth, las semillas se queman como incienso en los funerales y masticado por los cantantes para aliviar la garganta.

## Taxonomía
Lomatium nudicaule fue descrita por (Pursh) J.M.Coult. & Rose y publicado en Contributions from the United States National Herbarium 7(1): 238. 1900.
Etimología
Lomatium: nombre genérico que deriva del griego y significa "confinado", en referencia a la prominente ala marginal de la fruta.
nudicaule: epíteto latíno que significa "con el tallo desnudo".
Sinonimia
- Cogswellia nudicaulis M.E.Jones
- Pastinaca nudicaulis (Pursh) Spreng.
- Peucedanum nudicaule (Pursh) Nutt. ex Torr. & A. Gray
- Smyrnium nudicaule Pursh[5]